# Katarzyna Jankowska (Fußballspielerin)
Katarzyna Jankowska (* 23. August 1987 in Niebo, Woiwodschaft Pommern) ist eine polnische Fußballspielerin.

## Karriere

### Verein
Jankowska startete ihre Karriere bei Olimpia Grudziądz, bevor sie 2005 zum KKPK Medyk Konin wechselte. Mit dem KKPK Medyk Konin spielte sie drei Jahre in der ersten polnischen Liga, bevor sie sich im Sommer 2008 für einen Wechsel zum Ligarivalen TS Mitech Żywiec entschied. Jankoweska entwickelte sich die folgenden Jahre zur Stamm- und Nationaltorhüterin, bevor sie im Frühjahr 2012 aussortiert wurde. Nach ihrer Aussortierung bei Medyk Konin kehrte sie zu ihren Jugendverein Olimpia Grudziądz zurück. Es folgte ein halbes Jahr in der II liga, bevor Jankowska am 13. August 2012 bei Pogoń Stettin unterschrieb.
Am 31. August 2013 verkündete sie nach dem Abstieg von Pogon Stettin ihren Wechsel zu RTP Unia Racibórz. Sie blieb ein halbes Jahr beim UEFA-Women’s-Champions-League-Teilnehmer Unia Racibórz, bevor sie am 16. Januar 2014 in Deutschland bei Blau-Weiß Hohen Neuendorf unterschrieb.

### Nationalmannschaft
Jankowska wurde im November 2011 erstmals für die polnische A-Fußballnationalmannschaft nominiert und stand bislang ein Mal zwischen den Pfosten der polnischen Landesauswahl. Zuvor spielte sie bereits 18 Länderspiele für die polnische U-19-Nationalmannschaft.